# وایلد اکرس (ویرجینیا)
وایلد اکرس (به انگلیسی: Wilde Acres) یک منطقهٔ مسکونی در ایالات متحده آمریکا است که در شهرستان فردریک، ویرجینیا واقع شده‌است.